# Olympische Sommerspiele 2000/Leichtathletik – Weitsprung (Frauen)
Der Weitsprung der Frauen bei den Olympischen Spielen 2000 in Sydney wurde am 27. und 29. September 2000 im Stadium Australia ausgetragen. 39 Athletinnen nahmen teil.
Olympiasiegerin wurde die Deutsche Heike Drechsler, frühere Heike Daute. Sie gewann vor der Italienerin Fiona May, die bis Ende 1993 für Großbritannien gestartet war. Bronze ging an die Russin Tatjana Kotowa.
Mit Sofia Schulte und Susen Tiedtke nahmen zwei weitere Deutsche am Wettkampf teil. Schulte schied in der Qualifikation aus. Tiedtke erreichte das Finale und wurde Fünfte.

Athletinnen aus der Schweiz, Österreich und Liechtenstein nahmen nicht teil.

## Aktuelle Titelträgerinnen
| Olympiasiegerin 1996                     | Chioma Ajunwa ( Nigeria)         | 7,12 m | Atlanta 1996    |
| Weltmeisterin 1999                       | Niurka Montalvo ( Spanien)       | 7,06 m | Sevilla 1999    |
| Europameisterin 1998                     | Heike Drechsler ( Deutschland)   | 7,16 m | Budapest 1998   |
| Panamerikanische Meisterin 1999          | Maurren Higa Maggi ( Brasilien)  | 6,59 m | Winnipeg 1999   |
| Zentralamerika und Karibikmeisterin 1999 | Lacena Golding ( Jamaika)        | 6,52 m | Bridgetown 1999 |
| Südamerikameisterin 1999                 | Maurren Higa Maggi ( Brasilien)  | 7,26 m | Bogotá 1999     |
| Asienmeisterin 2000                      | Elena Bobrowskaja ( Kirgisistan) | 6,66 m | Jakarta 2000    |
| Afrikameisterin 2000                     | Kéné Ndoye ( Senegal)            | 6,39 m | Algier 2000     |
| Ozeanienmeisterin 2000                   | Siulolo Liku ( Tonga)            | 6,15 m | Adelaide 2000   |

## Bestehende Rekorde
| Weltrekord         | 7,52 m | Galina Tschistjakowa ( Sowjetunion) | Leningrad (heute Sankt Petersburg), Sowjetunion (heute Russland) | 11. Juni 1988      |
| Olympischer Rekord | 7,40 m | Jackie Joyner-Kersee ( USA)         | Finale OS Seoul, Südkorea                                        | 29. September 1988 |

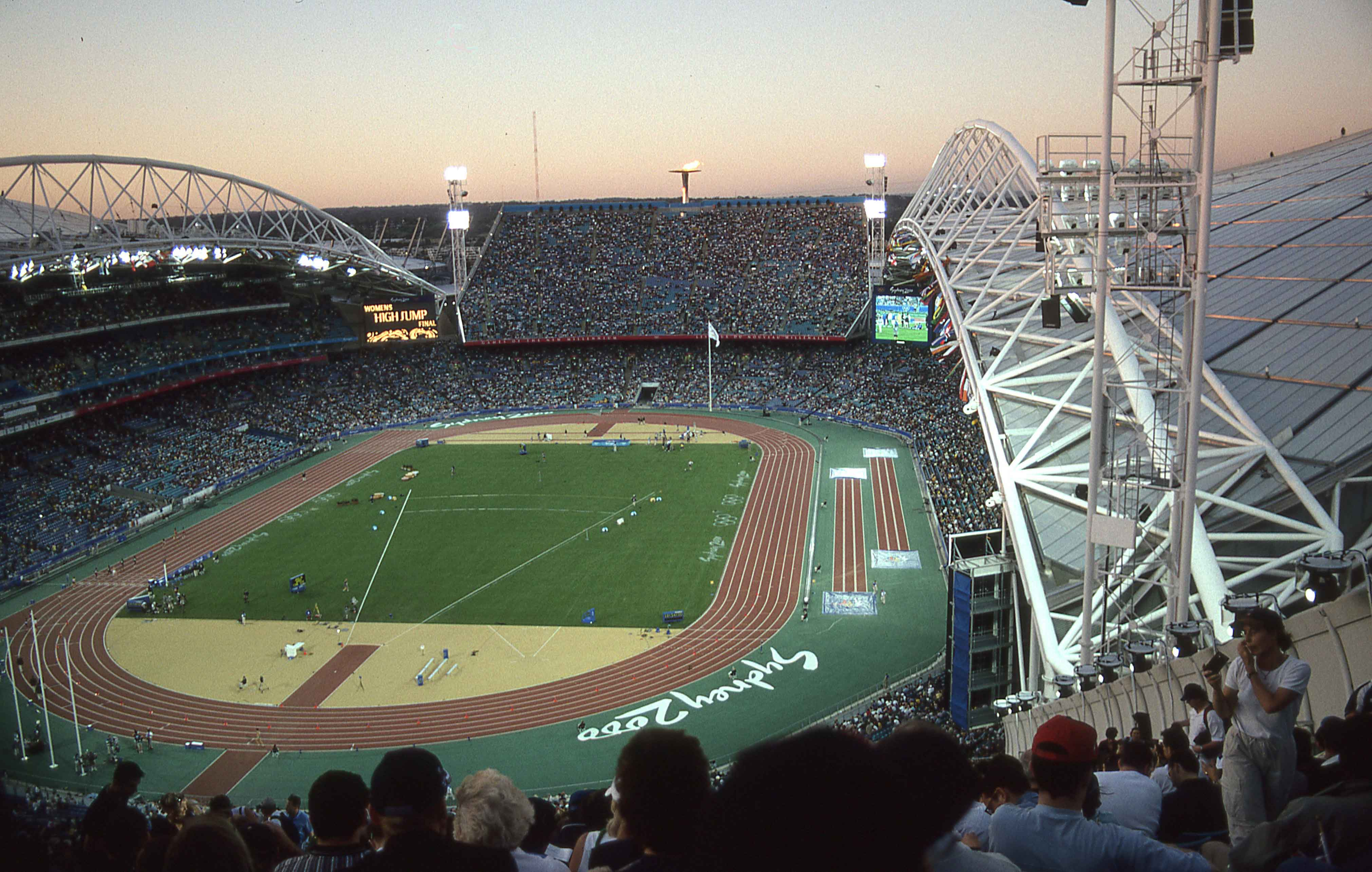
Das frühere ANZ Stadium von Sydney während der Olympischen Spiele 2000

Der bestehende olympische Rekord wurde bei diesen Spielen nicht erreicht. Am weitesten sprang die deutsche Olympiasiegerin Heike Drechsler, die im Finale bei einem Rückenwind von 1,9 m/s 6,99 m erzielte und damit den olympischen Rekord um 41 Zentimeter verfehlte. Zum Weltrekord fehlten ihr 53 Zentimeter.

## Doping
2007 gestand die schon längere Zeit unter Dopingverdacht stehende US-Amerikanerin Marion Jones die Einnahme von Tetrahydrogestrinon (THG). Kurze Zeit später räumte sie ein, während der Spiele von Sydney gedopt gewesen zu sein. Im Oktober 2007 gab sie ihre hier gewonnenen Medaillen – Gold über 100-, 200 Meter und mit der 4-mal-400-Meter-Staffel sowie Bronze mit der 4-mal-100-Meter-Staffel und im Weitsprung – zurück. Am 23. November 2007 wurde sie durch den Weltleichtathletikverband IAAF für zwei Jahre gesperrt. Gleichzeitig wurden ihre Ergebnisse rückwirkend zum 1. September 2000 annulliert.
Das IOC entschied daraufhin, die Bronzemedaille an die vorher viertplatzierte Tatjana Wladimirowna Kotowa|Tatjana Kotowa zu vergeben. Alle weiteren Finalteilnehmerinnen rückten um jeweils eine Position vor.
Leidtragende waren in erster Linie folgende drei Athletinnen:
- Tatjana Kotowa, Russland – Sie musste viele Jahre warten, bis sie ihre Bronzemedaille erhielt, und konnte nicht an der Siegerehrung teilnehmen.
- Ljudmila Galkina, Russland – Ihr blieben im Finale drei weitere Sprünge versagt, da sie zunächst nicht zu den besten Acht zu gehören schien.
- Joanne Wise, Großbritannien – Sie wäre über ihre Platzierung zur Teilnahme am Finale berechtigt gewesen.

## Legende
Kurze Übersicht zur Bedeutung der Symbolik – so üblicherweise auch in sonstigen Veröffentlichungen verwendet:
| – | verzichtet                                 |
| x | ungültig                                   |
| w | Windunterstützung über dem zulässigen Wert |

Anmerkung: Alle Zeitangaben sind auf Ortszeit Sydney (UTC+10) bezogen.

## Qualifikation
27. September 2000, 20:05 Uhr
Die Qualifikation wurde in zwei Gruppen durchgeführt. Fünf Athletinnen (hellblau unterlegt) übertrafen die direkte Finalqualifikationsweite von 6,70 m. Damit war die Mindestanzahl von zwölf Finalteilnehmerinnen nicht erfüllt. So wurde das Finalfeld mit den sieben nächstbesten Springerinnen (hellgrün unterlegt) beider Gruppen auf zwölf Wettbewerberinnen aufgefüllt. Für die Finalteilnahme mussten schließlich 6,60 m gesprungen werden.

### Gruppe A
| Platz | Name                  | Nation                       | 1. Versuch (m) Wind (m/s) | 2. Versuch (m) Wind (m/s) | 3. Versuch (m) Wind (m/s) | Resultat (m) |
| 1     | Fiona May             | Italien                      | 6,48 / −0,6               | 6,65 / +0,3               | 6,81 / +0,5               | 6,81         |
| 2     | Elva Goulbourne       | Jamaika                      | 6,35 / −0,4               | 6,52 / ±0,0               | 6,68 / +0,7               | 6,68         |
| 3     | Olena Schechowzowa    | Ukraine                      | 6,56 / −0,5               | 6,65 / +1,2               | x                         | 6,65         |
| 4     | Susen Tiedtke         | Deutschland                  | 6,55 / −0,2               | 6,65 / +1,1               | 6,43 / +0,4               | 6,65         |
| 5     | Ljudmila Galkina      | Russland                     | 6,62 / −0,3               | x                         | 6,31 / ±0,0               | 6,62         |
| 6     | Jacqueline Edwards    | Bahamas                      | 6,60 / +0,4               | x                         | 6,47 / −0,8               | 6,60         |
| 7     | Jelena Koschtschejewa | Marokko                      | 6,42 / −0,3               | x                         | 6,57 / +1,0               | 6,57         |
| 8     | Erica Johansson       | Schweden                     | 6,53 / −0,2               | x                         | 6,49 / −1,4               | 6,53         |
| 9     | Niki Xanthou          | Griechenland                 | 6,50 / −0,9               | x                         | x                         | 6,50         |
| 10    | Guan Yingnan          | Volksrepublik China          | x                         | x                         | 6,48 / +0,4'              | 6,48         |
| 11    | Shana Williams        | USA                          | 6,24 / +0,3               | 6,28 / ±0,0               | 6,44 / +0,2               | 6,44         |
| 12    | Chantal Brunner       | Neuseeland                   | 6,14 / ±0,0               | 6,42 / −0,1               | 6,31 / −0,4               | 6,42         |
| 13    | Zita Ajkler           | Ungarn                       | 6,35 / −0,5               | 6,36 / +0,4               | x                         | 6,36         |
| 14    | Maurren Higa Maggi    | Brasilien                    | 6,35 / −0,2               | 6,28 / +0,5               | x                         | 6,35         |
| 15    | Lissette Cuza         | Kuba                         | x                         | 6,19 / +0,8               | 6,25 / −0,3               | 6,25         |
| 16    | Elena Bobrowskaja     | Kirgisistan                  | 5,94 / +0,2               | 6,19 / +0,7               | 6,03 / −0,5               | 6,19         |
| 17    | Flora Hyacinth        | Amerikanische Jungferninseln | 6,08 / +0,5               | x                         | 5,89 / +0,4               | 6,08         |
| 18    | Mónica Falcioni       | Uruguay                      | 6,05 / −0,1               | 6,04 / +0,8               | 5,96 / ±0,0               | 6,05         |
| NM    | Concepción Montaner   | Spanien                      | x                         | x                         | x                         | ogV          |
| DNS   | Françoise Mbango      | Kamerun                      |                           |                           |                           |              |

In Qualifikationsgruppe A ausgeschiedene Weitspringerinnen:

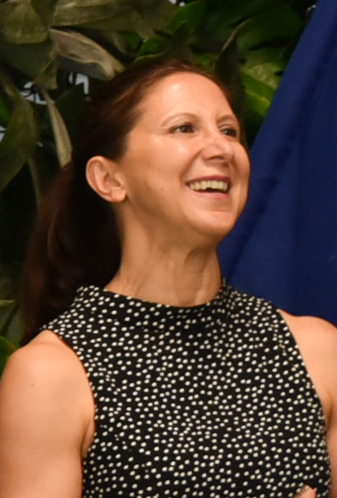
Chantal Brunner (Foto: 2020) – 6,42 m
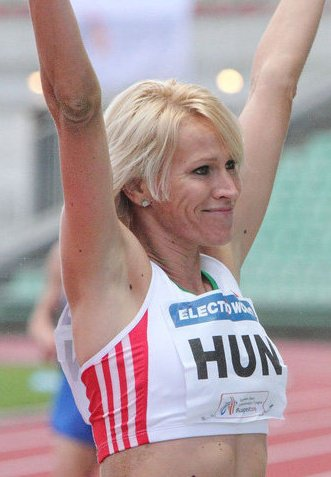
Zita Ajkler – 6,36 m
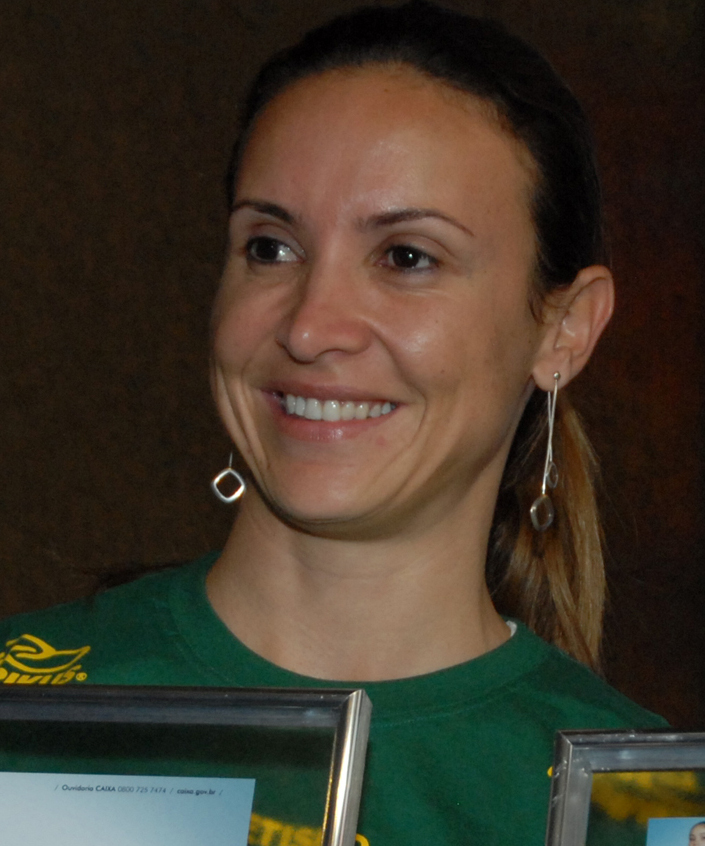
Maurren Higa Maggi – 6,35 m
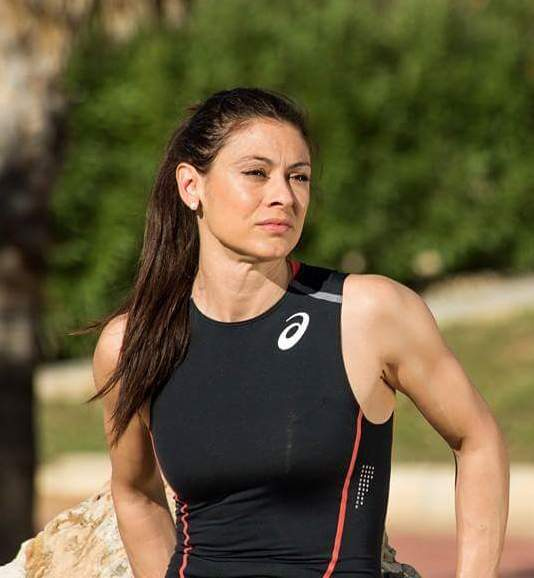
Concepción Montaner blieb ohne gültigen Versuch

### Gruppe B
| Platz | Name                  | Nation              | 1. Versuch (m) Wind (m/s) | 2. Versuch (m) Wind (m/s) | 3. Versuch (m) Wind (m/s) | Resultat (m) | Anmerkung                              |
| 1     | Heike Drechsler       | Deutschland         | 6,84 / +0,3               | –                         | –                         | 6,84         |                                        |
| 2     | Dawn Burrell          | USA                 | x                         | 6,68 / +0,7               | 6,77 / +0,2               | 6,77         |                                        |
| 3     | Tünde Vaszi           | Ungarn              | x                         | x                         | 6,70 / +0,3               | 6,70         |                                        |
| 4     | Tatjana Kotowa        | Russland            | 6,41 / +0,5               | 6,66 / ±0,0               | 4,21 / −0,2               | 6,66         |                                        |
| 5     | Olga Rubljowa         | Russland            | 6,62 / +0,3               | x                         | 6,65 / +0,2               | 6,65         |                                        |
| 6     | Joanne Wise           | Großbritannien      | 6,39 / +0,5               | 6,54 / +1,1               | 6,59 / +0,1               | 6,59         | eigentlich für das Finale qualifiziert |
| 7     | Wiktorija Werschynina | Ukraine             | 6,46 / −0,6               | 6,56 / +0,6               | 6,47 / +0,5               | 6,56         |                                        |
| 8     | Bronwyn Thompson      | Australien          | 6,55 / −0,8               | x                         | 6,21 / ±0,0               | 6,55         |                                        |
| 9     | Valentīna Gotowska    | Lettland            | 6,44 / −0,6               | x                         | 6,47 / +0,1               | 6,47         |                                        |
| 10    | Lacena Golding        | Jamaika             | 6,37 / ±0,0               | 6,39 / +0,7               | 6,39 / +0,9               | 6,39         |                                        |
| 11    | Patience Itanyi       | Nigeria             | 6,33 / +0,1               | 6,22 / −0,6               | 6,12 / −0,1               | 6,33         |                                        |
| 12    | Viorica Țigău         | Rumänien            | x                         | x                         | 6,25 / +0,2               | 6,25         |                                        |
| 13    | Jelena Perschina      | Kasachstan          | 6,24 / −0,2               | x                         | 6,22 / +0,2               | 6,24         |                                        |
| 14    | Sofia Schulte         | Deutschland         | 6,15 / −1,0               | x                         | 6,23 / +0,4               | 6,23         |                                        |
| 15    | Andrea Ávila          | Argentinien         | 6,11 / −0,6               | x                         | 6,07 / +0,5               | 6,11         |                                        |
| 16    | Despoina Papavasilaki | Griechenland        | x                         | x                         | 5,86 / +0,7               | 5,86         |                                        |
| NM    | Guo Chunfang          | Volksrepublik China | x                         | x                         | x                         | ogV          |                                        |
| NM    | Luciana dos Santos    | Brasilien           | x                         | x                         | x                         | ogV          |                                        |
| NM    | Anna Tarassowa        | Kasachstan          | x                         | x                         | x                         | ogV          |                                        |
| DOP   | Marion Jones          | USA                 | 6,78 / +0,3               | –                         | –                         | 6,78         | für das Finale zugelassen              |

## Finale

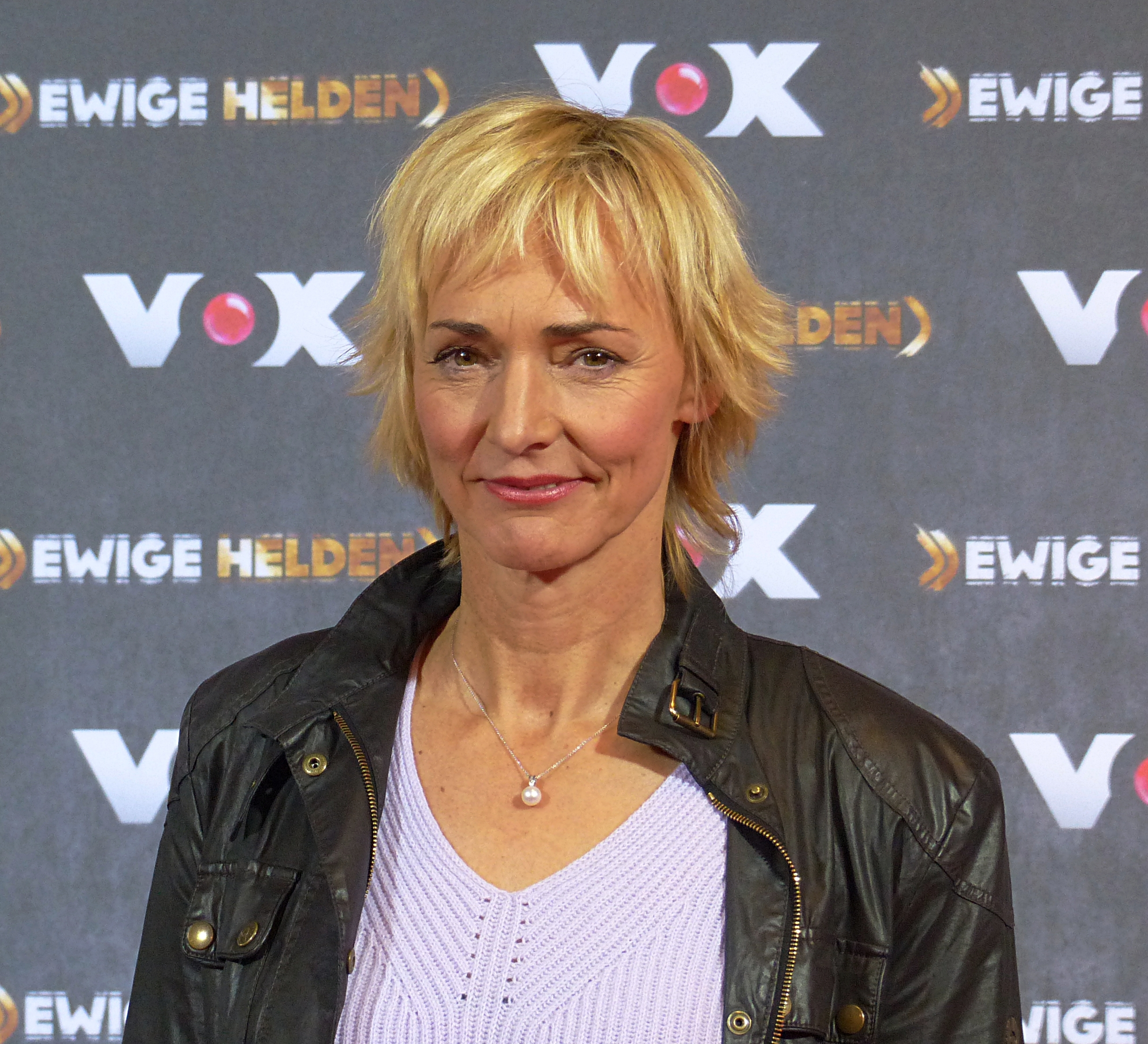
Acht Jahre nach ihrem ersten Sieg gewann Heike Drechsler ihr zweites Weitsprunggold

29. September 2000, 19:20 Uhr
| Platz | Name               | Nation      | 1. Versuch (m) Wind (m/s) | 2. Versuch (m) Wind (m/s) | 3. Versuch (m) Wind (m/s) | 4. Versuch (m) Wind (m/s)                       | 5. Versuch (m) Wind (m/s)                       | 6. Versuch (m) Wind (m/s)                       | Resultat (m) |
| 1     | Heike Drechsler    | Deutschland | 6,48 / −1,8               | x                         | 6,99 / +1,9               | 6,79 / −0,5                                     | x                                               | x                                               | 6,9900       |
| 2     | Fiona May          | Italien     | 6,76 / +1,3               | 6,82 / +1,1               | 6,92 / +1,1               | 6,72 / +0,8                                     | 6,73 / +0,4                                     | 6,72 / +0,1                                     | 6,9200       |
| 3     | Tatjana Kotowa     | Russland    | x                         | 6,76 / +0,2               | 6,83 / +1,4               | x                                               | x                                               | 6,73 / +1,5                                     | 6,8300       |
| 4     | Olga Rubljowa      | Russland    | x                         | 6,79 / +1,4               | x                         | 6,79 / −0,9                                     | x                                               | x                                               | 6,7900       |
| 5     | Susen Tiedtke      | Deutschland | x                         | 6,52 / +0,8               | 6,74 / +0,1               | x                                               | 4,94 / +1,6                                     | x                                               | 6,7400       |
| 6     | Jacqueline Edwards | Bahamas     | 6,59 / +0,9               | 6,52 / +1,6               | 6,51 / −1,3               | 6,31 / −0,6                                     | 6,35 / +0,6                                     | 6,42 / +0,7                                     | 6,5900       |
| 7     | Tünde Vaszi        | Ungarn      | 6,32 / +1,4               | x                         | 6,59 / +0,4               | x                                               | x                                               | x                                               | 6,5900       |
|       |                    |             |                           |                           |                           |                                                 |                                                 |                                                 |              |
| 8     | Ljudmila Galkina   | Russland    | 6,42 / −1,0               | 6,56 / +2,9               | 6,05 / −1,7               | eigentlich zu drei weiteren Sprüngen berechtigt | eigentlich zu drei weiteren Sprüngen berechtigt | eigentlich zu drei weiteren Sprüngen berechtigt | 6,56 w       |
| 9     | Elva Goulbourne    | Jamaika     | x                         | 6,43 / +0,9               | 6,20 / +1,2               | nicht im Finale der besten acht Springerinnen   | nicht im Finale der besten acht Springerinnen   | nicht im Finale der besten acht Springerinnen   | 6,4300       |
| 10    | Dawn Burrell       | USA         | x                         | x                         | 6,38 / +0,1               | nicht im Finale der besten acht Springerinnen   | nicht im Finale der besten acht Springerinnen   | nicht im Finale der besten acht Springerinnen   | 6,3800       |
| 11    | Olena Schechowzowa | Ukraine     | x                         | x                         | 6,37 / +0,8               | nicht im Finale der besten acht Springerinnen   | nicht im Finale der besten acht Springerinnen   | nicht im Finale der besten acht Springerinnen   | 6,3700       |
| DOP   | Marion Jones       | USA         | x                         | 6,68 / +1,3               | x                         | 6,92 / +1,0                                     | x                                               | x                                               | 6,9200       |

Für das Finale hatten sich zwölf Athletinnen qualifiziert, fünf von ihnen über die Qualifikationsweite, weitere sieben über ihre Platzierungen. Drei Teilnehmerinnen kamen aus Russland, je zwei aus Deutschland und den Vereinigten Staaten, je eine Teilnehmerin von den Bahamas, aus Italien, Jamaika, der Ukraine und Ungarn.
Es gab keine eindeutige Favoritin für diesen Wettbewerb. Die amtierende Weltmeisterin Niurka Montalvo aus Spanien war nicht am Start. Zum Kreis der Medaillenanwärterinnen gehörten vor allem die italienische Vizeweltmeisterin und Vizeeuropameisterin Fiona May, die russische Weltmeisterin von 1997 und WM-Vierte 1999 Ljudmila Galkina, die deutsche Europameisterin und Olympiasiegerin von 1992 Heike Drechsler sowie auch der Medienstar dieser Spiele Marion Jones aus den USA, obwohl der Weitsprung nicht ihre Topdisziplin war. Aber sie war WM-Dritte und hatte sich als Ziel gesetzt, fünffache Olympiasiegerin zu werden. Den 100- und 200-Meter-Lauf hatte sie bereits gewonnen, jetzt sollte es nach ihren Vorstellungen noch Gold im Weitsprung und in den beiden Staffeln geben. Dass sich all ihre gewonnenen Medaillen einige Jahre später in Schall und Rauch auflösen sollten, weil Marion Jones unerlaubte Mittel zur Leistungssteigerung eingesetzt hatte, konnte hier noch niemand ahnen – siehe dazu Ausführungen im Abschnitt "Doping" oben.
Im Finale setzte sich May im ersten Durchgang mit 6,76 m in Führung und baute diese im zweiten Versuch mit 6,82 m weiter aus. Die Russin Tatjana Kotowa eroberte in dieser Runde mit 6,76 m Platz zwei. Im dritten Versuch steigerte sich Kotowa auf 6,83 m, May konterte mit 6,92 m. Doch jetzt griff auch Drechsler in den Kampf um die Medaillen ein. Mit 6,99 m übernahm sie die Spitze. Im vierten Versuch gelang Jones mit 6,92 m m der Sprung auf Platz drei. Zwar war Jones exakt die gleiche Weite wie May gesprungen, doch die Italienerin hatte eine bessere zweitbeste Weite zu Buche stehen. An der Rangfolge änderte sich bis zum Ende des Wettkampfes nichts mehr. Heike Drechsler war Olympiasiegerin, Fiona May hatte Silber und für Marion Jones schien es Bronze zu sein.
Diese vorerst offizielle Reihenfolge hatte zwar für mehrere Jahre Bestand, blieb jedoch nicht endgültig, denn Jones hatte sich unlauterer Mittel bedient und wurde disqualifiziert – Näheres dazu oben im Abschnitt "Doping". So rückten alle weiteren Athletinnen um jeweils einen Rang nach vorn. Tatjana Kotowa gewann Bronze und ihre Landsfrau Olga Rubljowa wurde Vierte vor der Deutschen Susen Tiedtke und Jacqueline Edwards von den Bahamas.
Heike Drechsler war die erste Weitspringerin, die eine zweite Goldmedaille Olympischen Spielen gewinnen konnte. In der Gesamtanzahl der gewonnenen Medaillen lag sie mit drei Medaillen – 1988 Silber / 1992 Gold / 2000 Gold – gemeinsam mit der US-Athletin Jackie Joyner-Kersee – 1988 Gold / 1992 Bronze / 1996 Bronze – an der Spitze aller Weitspringerinnen.

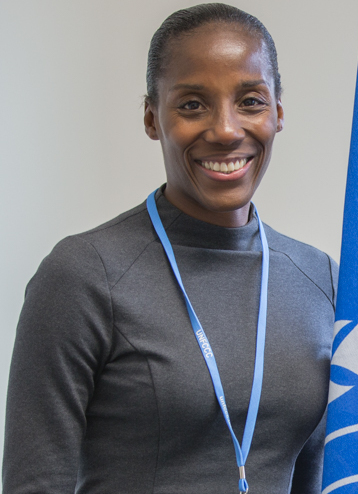
Silbermedaillengewinnerin Fiona May
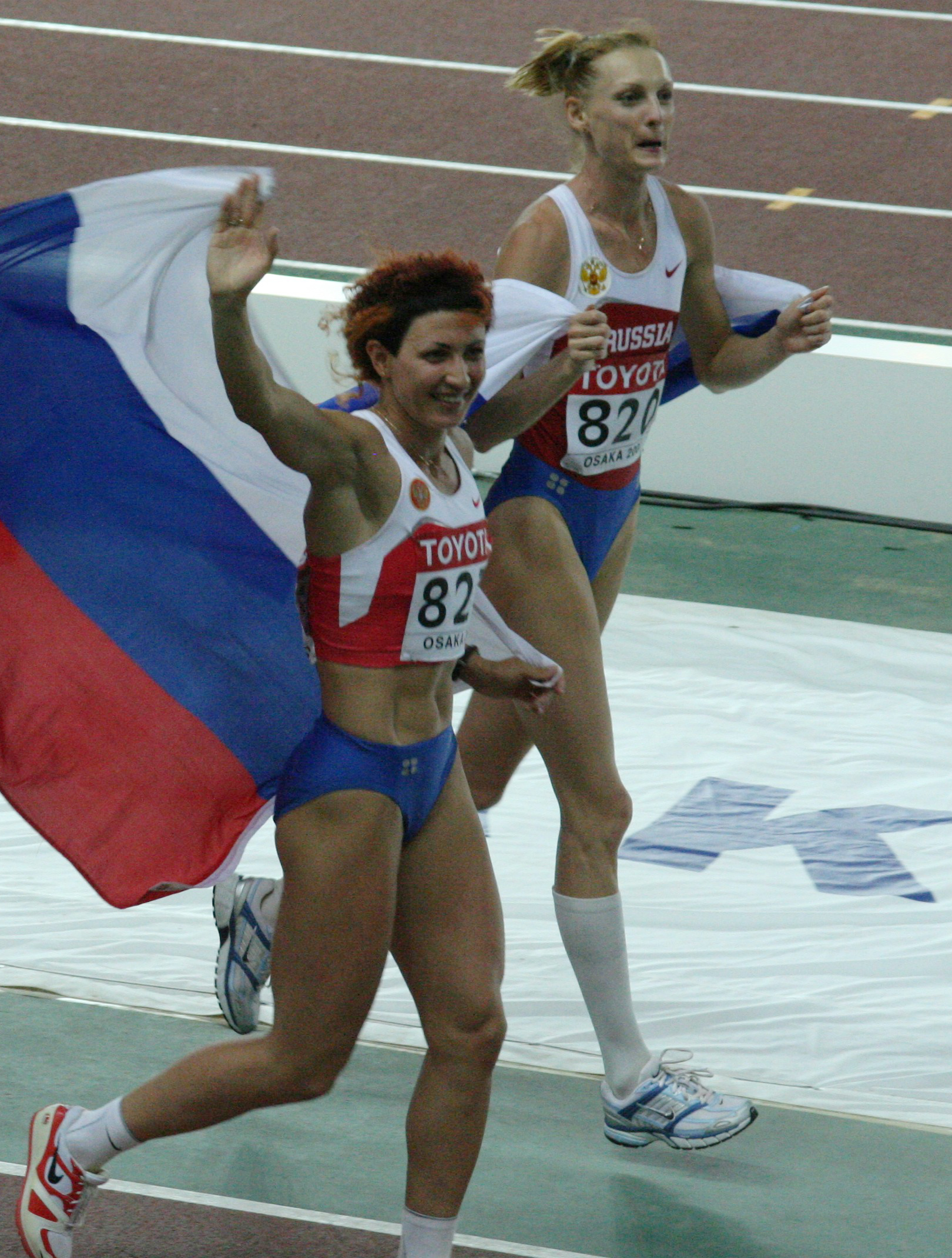
Tatjana Kotowa (rechts, bei den Weltmeisterschaften 2007) gewann die Bronzemedaille
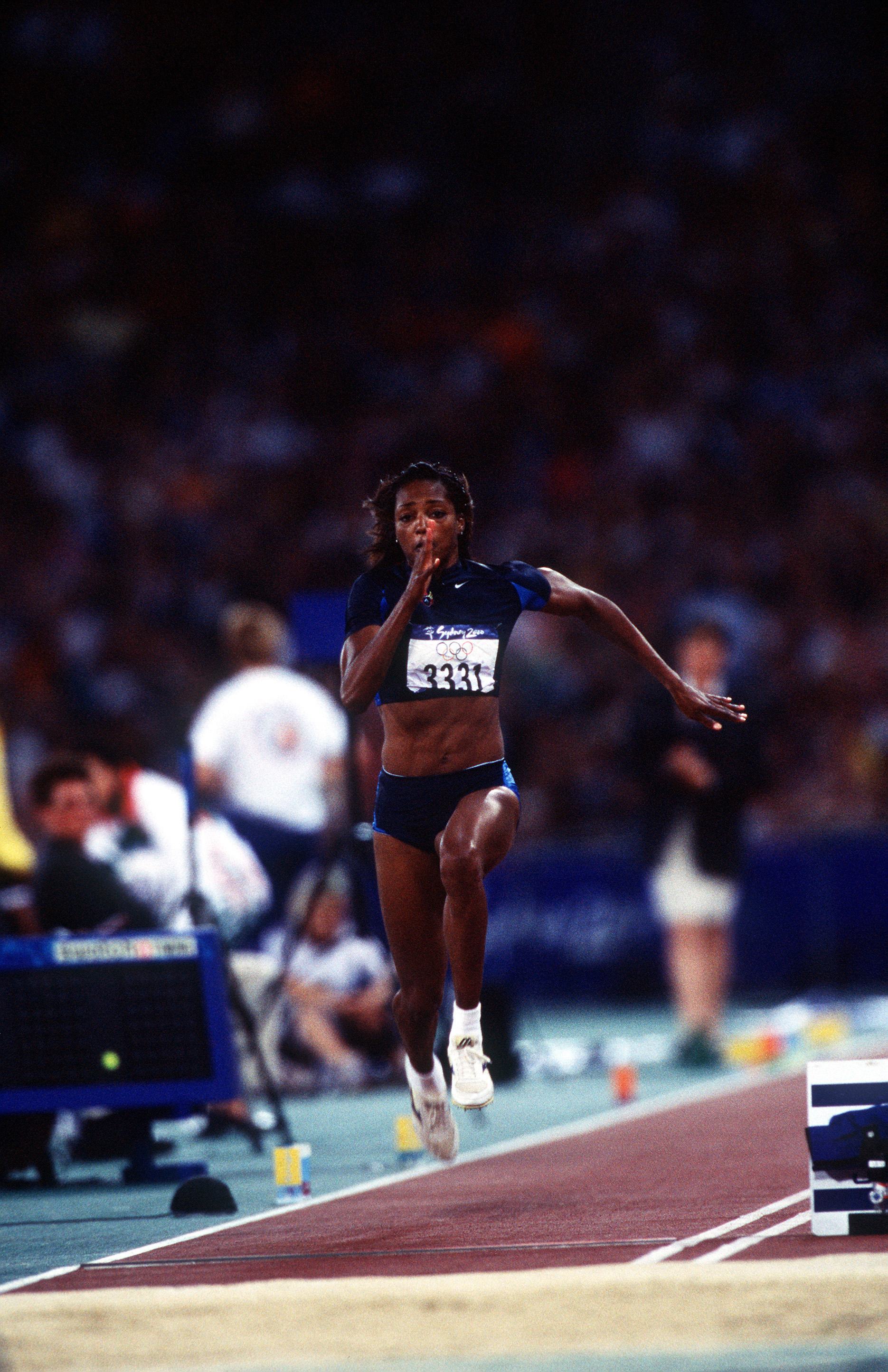
Dawn Burrell belegte im Finale Rang zehn
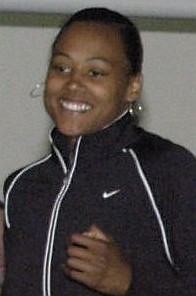
Marion Jones war gedopt und durfte keine ihrer zahlreichen Medaillen von diesen Spielen behalten

## Videolinks
- Women's Long Jump Final Round 3 - 2000 Sydney Olympics Track & Field, youtube.com, abgerufen am 9. Februar 2022
- Women's long jump Olympics 2000, youtube.com, abgerufen am 15. April 2018